# Helobdella triserialis
Helobdella triserialis är en ringmaskart som först beskrevs av E. Blanchard 1849.  Helobdella triserialis ingår i släktet Helobdella och familjen broskiglar. Inga underarter finns listade i Catalogue of Life.